# Motala ström
Motala ström je řeka, kterou odtéká voda z jezera Vättern, druhého největšího jezera ve Švédsku, do Baltského moře ve městě Norrköping. Je pojmenována podle města Motala, kde vytéká z jezera Vättern. V první polovině 19. století byl vedle řeky paralelně vybudován Göta Canal.